# لوريتا بريسكا أ.
لوريتا بريسكا أ. (بالإنجليزية: Loretta A. Preska) (و. 1949 – م) هي محامية، وقاضية من الولايات المتحدة الأمريكية .